# Машково (Печорський район)
Машково (рос. Машково) — присілок в Печорському районі Псковської області Російської Федерації.
Населення становить 172 особи. Входить до складу муніципального утворення Муніципальне утворення Печори.

## Історія
Від 2015 року входить до складу муніципального утворення Муніципальне утворення Печори.

## Населення
| 2001 | 2002 | 2010 |
| ---- | ---- | ---- |
| 196  | ↘192 | ↘172 |